# Eat Bulaga!
Eat Bulaga! est une émission de télévision philippine, présentée par Tito Sotto, Vic Sotto et Joey de Leon. Elle est diffusée depuis le 30 juillet 1979 sur le réseau RPN, il a été actuellement diffusé sur TV5 depuis 2023.

## Présentateurs

### Principaux
- Tito Sotto (1979–présent)
- Vic Sotto (1979–présent)
- Joey de Leon (1979–présent)

## Versions
- Eat Bulaga! Indonesia (SCTV, 2012-2014 / antv, 2014-2016)